# Cordenons
Cordenons is een gemeente in de Italiaanse provincie Pordenone (regio Friuli-Venezia Giulia) en telt 17.738 inwoners (31-12-2004). De oppervlakte bedraagt 56,8 km², de bevolkingsdichtheid is 303 inwoners per km².
De volgende frazioni maken deel uit van de gemeente: Nogaredo, Romans, Sclavons, Villa d'Arco.

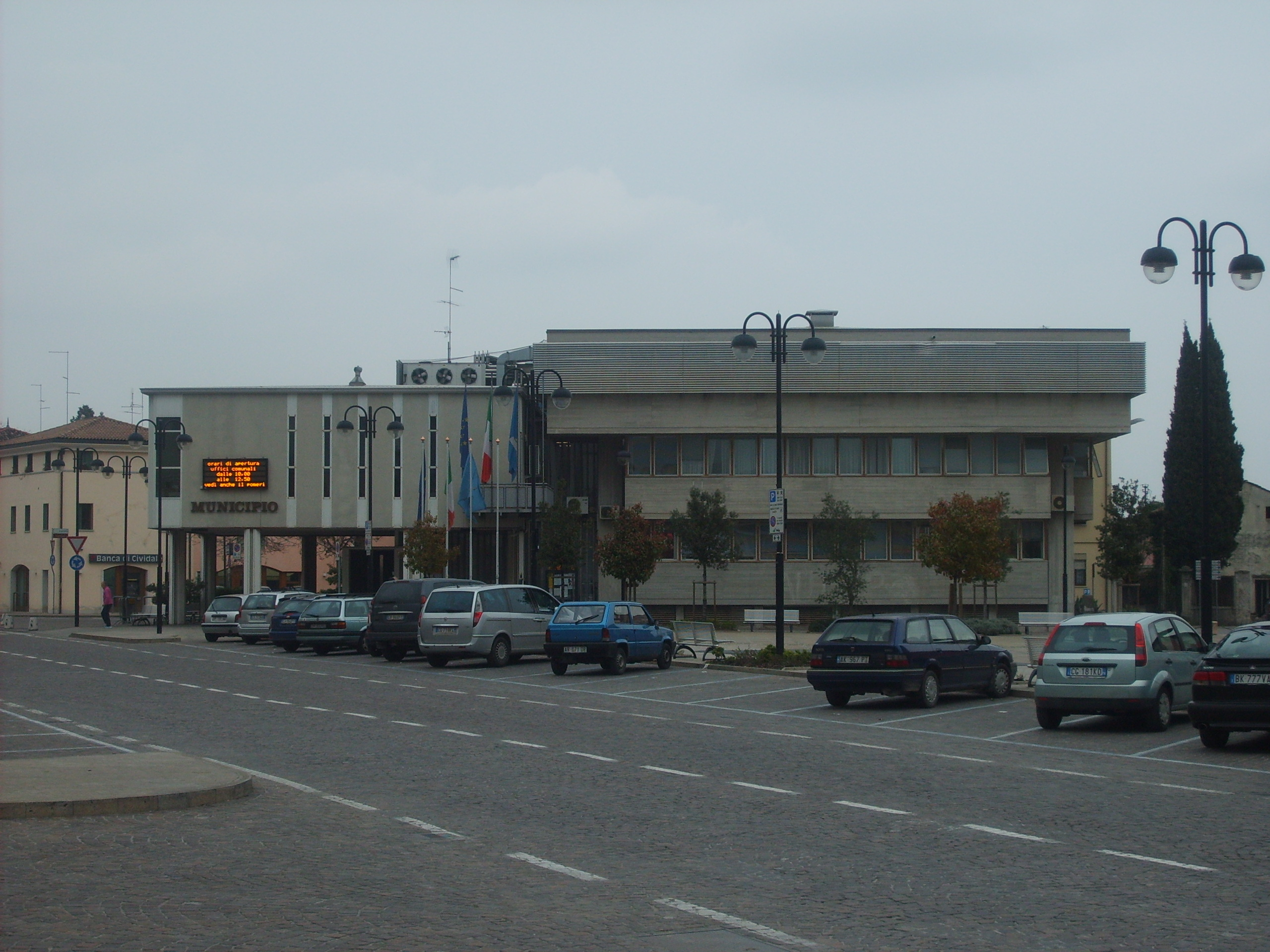
Centrum van Cordenons
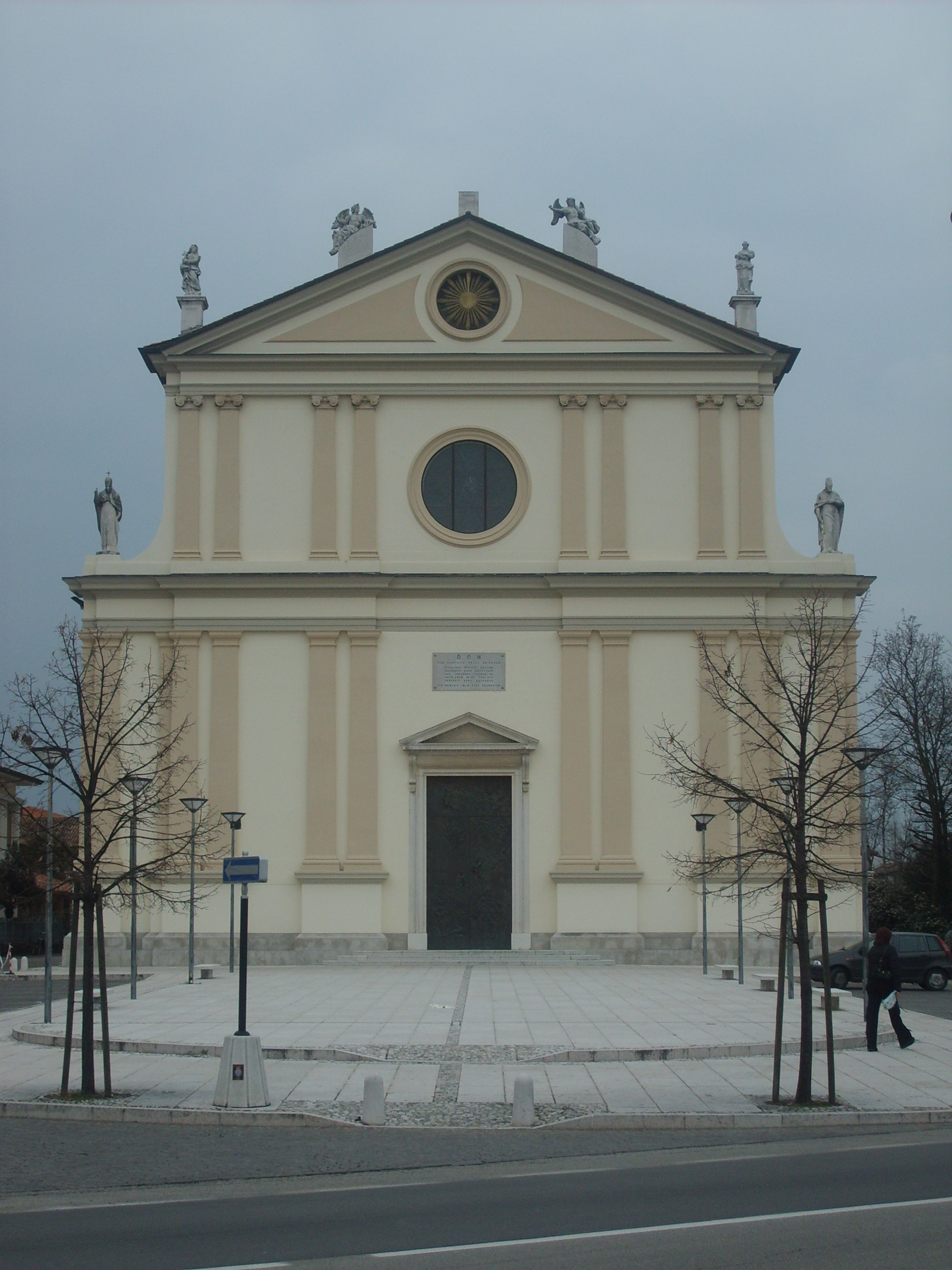
Kerk van Cordenons

## Demografie
Cordenons telt ongeveer 6766 huishoudens. Het aantal inwoners steeg in de periode 1991-2001 met 9,7% volgens cijfers uit de tienjaarlijkse volkstellingen van ISTAT.
| Jaar | Inwoneraantal |
| ---- | ------------- |
| 1991 | 15.485        |
| 2001 | 16.991        |

## Geografie
De gemeente ligt op ongeveer 44 m boven zeeniveau.
Cordenons grenst aan de volgende gemeenten: Pordenone, San Giorgio della Richinvelda, San Quirino, Vivaro, Zoppola.